# 황수경 (배우)
황수경(1981년 3월 4일 ~ )은 대한민국의 배우이며, 2000년 연극 배우로 최초 데뷔했다.

## 학력
- 숭실대학교 화학과 학사

## 연기 활동

### 드라마
- 2001년 iTV 주간시트콤 《립스틱》 ... 조민희 역
- 2002년 SBS 일일시트콤 《똑바로 살아라》 ... 20대 젊은 시절의 이응경 역(제8회 단역)
- 2003년 iTV 코믹드라마 《러브 러브》 ... 제주도 행 비행기 승무원 역(제13회 단역)

### 영화
- 2011년 《회초리》 ... 룸 마담 역
- 2011년 《사물의 비밀》 ... 인터뷰녀 역

### 연극
- 2013년 《첫 눈 올때면》 ... 지현 역